# Dodendans in Belgrado
Dodendans in Belgrado is een spionageroman van auteur Gérard de Villiers en het 82e deel uit de S.A.S.-reeks met als protagonist de Oostenrijkse prins en freelance CIA-agent Malko Linge.

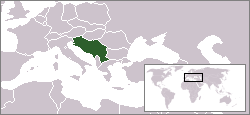
De ligging van Joegoslavië in Europa.

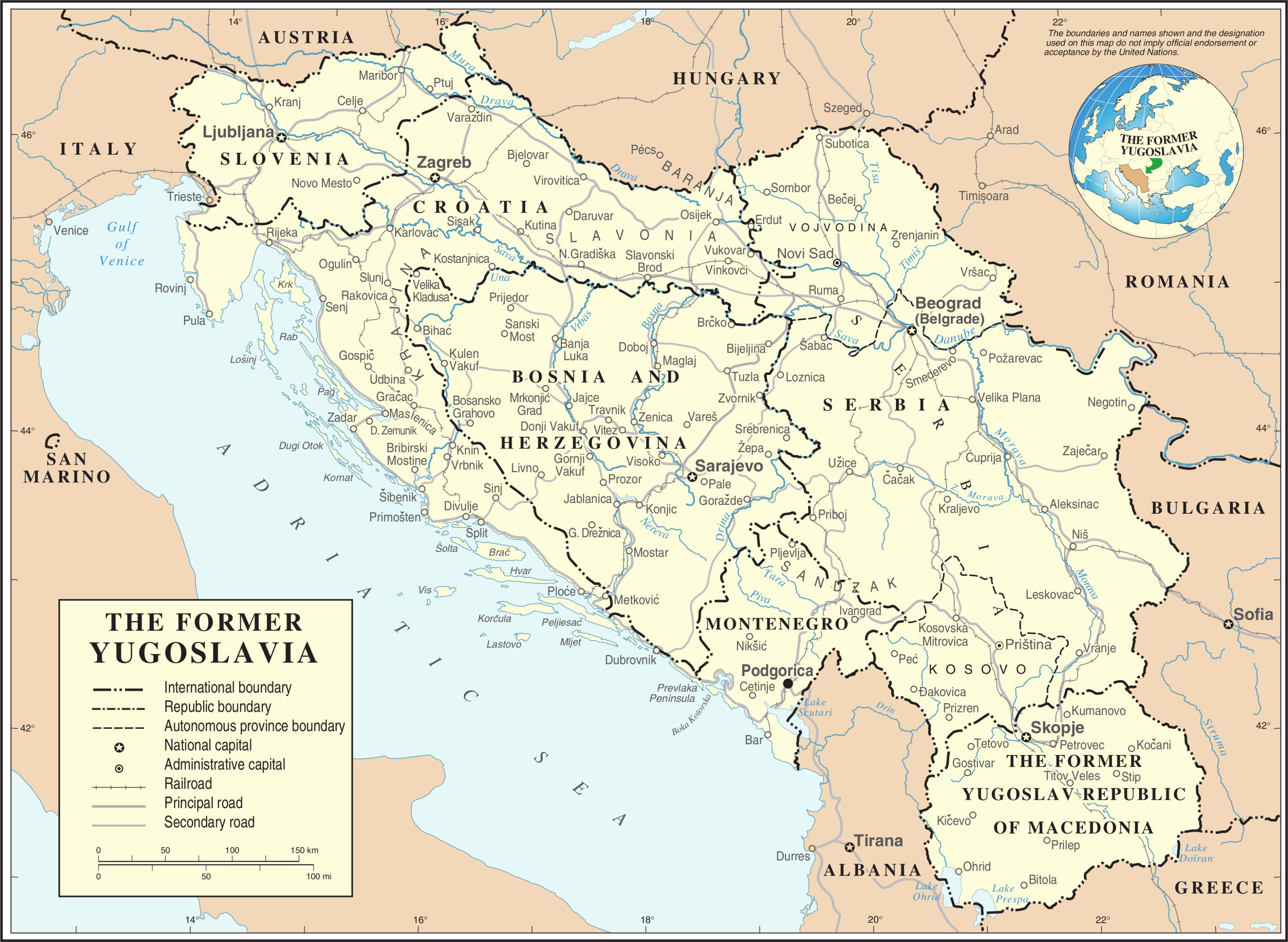
Een overzichtskaart van Joegoslavië.

## Het verhaal
In Belgrado in Joegoslavië ligt een van de oprichters van het Armeense Bevrijdingsleger begraven. Een factie binnen het verscheurde Armeense Bevrijdingsleger biedt de CIA een niet te weerstaan voorstel aan: in ruil voor bescherming door de CIA is de factie bereid zeer gevoelige en vertrouwelijke informatie te verstrekken over de organisatie, bijnamen en wapenopslagplaatsen.
De persoon die het voorstel aan de CIA heeft overgebracht wordt echter door andere facties binnen het Armeense Bevrijdingsleger als wraak zwaar verminkt door het amputeren van een arm. Deze boodschapper duikt vervolgens onder.
Malko vertrekt naar Belgrado om de man op te sporen en hem te bewegen de informatie alsnog te verstrekken.

## Personages
- Malko Linge, een Oostenrijkse prins en CIA-agent.